# Neocallimastigaceae
De Neocallimastigaceae vormen een familie van schimmels (Fungi) uit de orde Neocallimasticales.

## Taxonomische indeling
De taxonomische indeling van de Neocallimastigaceae is volgens de Index Fungorum als volgt:
Familie: Neocallimastigaceae
- Geslacht: Aestipascuomyces
- Geslacht: Anaeromyces
- Geslacht: Buwchfawromyces
- Geslacht: Caecomyces
- Geslacht: Cyllamyces
- Geslacht: Feramyces
- Geslacht: Neocallimastix
- Geslacht: Oontomyces
- Geslacht: Orpinomyces
- Geslacht: Pecoramyces
- Geslacht: Piromyces